# Cantone di Floirac
Il Cantone di Floirac era una divisione amministrativa dell'arrondissement di Bordeaux.
A seguito della riforma approvata con decreto del 20 febbraio 2014, che ha avuto attuazione dopo le elezioni dipartimentali del 2015, è stato soppresso.

## Composizione
Comprendeva i comuni di:
- Bouliac
- Floirac
- Tresses